# VTJ Sereď
Vojenská telovýchovná jednota Sereď byl slovenský vojenský fotbalový klub, který sídlil ve městě Sereď v Trnavském kraji. Založen byl v roce 1983 převelením z VTJ Trenčín.
Na největší úspěchy klub dosáhl ke konci 80. letech 20. století, kdy se stal stabilním účastníkem 2. slovenské národní fotbalové ligy (2. SNFL). V této soutěži klub také ukončil svoji činnost, když byl v roce 1989 armádou převelen zpátky do Trenčína.

## Umístění v jednotlivých sezonách
Zdroj: 
Legenda: Z - zápasy, V - výhry, R - remízy, P - porážky, VG - vstřelené góly, OG - obdržené góly, +/- - rozdíl skóre, B - body, červené podbarvení - sestup, zelené podbarvení - postup, fialové podbarvení - reorganizace, změna skupiny či soutěže
| Československo (1983 – 1989) |                                 |        |     |     |     |     |     |     |     |     |        |
| Sezóny                       | Liga                            | Úroveň | Z   | V   | R   | P   | VG  | OG  | +/- | B   | Pozice |
| 1983/84                      | Divize – sk. Západ (Jihovýchod) | 4      | 26  | 9   | 9   | 8   | 38  | 28  | +10 | 27  | 4.     |
| 1984/85                      | Divize – sk. Západ (Jihovýchod) | 4      | 26  | 12  | 2   | 12  | 45  | 32  | +13 | 26  | 8.     |
| 1985/86                      | Divize – sk. Západ (Jihovýchod) | 4      | ... | ... | ... | ... | ... | ... | ... | ... | 1.     |
| 1986/87                      | 2. SNFL – sk. Západ             | 3      | 30  | 11  | 6   | 13  | 37  | 43  | -6  | 28  | 15.    |
| 1987/88                      | 2. SNFL – sk. Západ             | 3      | 30  | 13  | 2   | 15  | 45  | 36  | +9  | 28  | 9.     |
| 1988/89                      | 2. SNFL – sk. Západ             | 3      | 30  | 8   | 10  | 12  | 39  | 46  | -7  | 26  | 13.    |